# Ódáðahraun
L'Ódáðahraun, toponyme islandais signifiant littéralement en français « désert de lave des criminels », prononcé ['ouːˌtauˑðaˌr̥œyˑn], est le plus grand désert froid d'Islande. Composé de champs de lave, il se trouve dans le nord-est du pays, au nord du Vatnajökull, entre la Skjálfandafljót et la Jökulsá á Fjöllum.

## Géographie

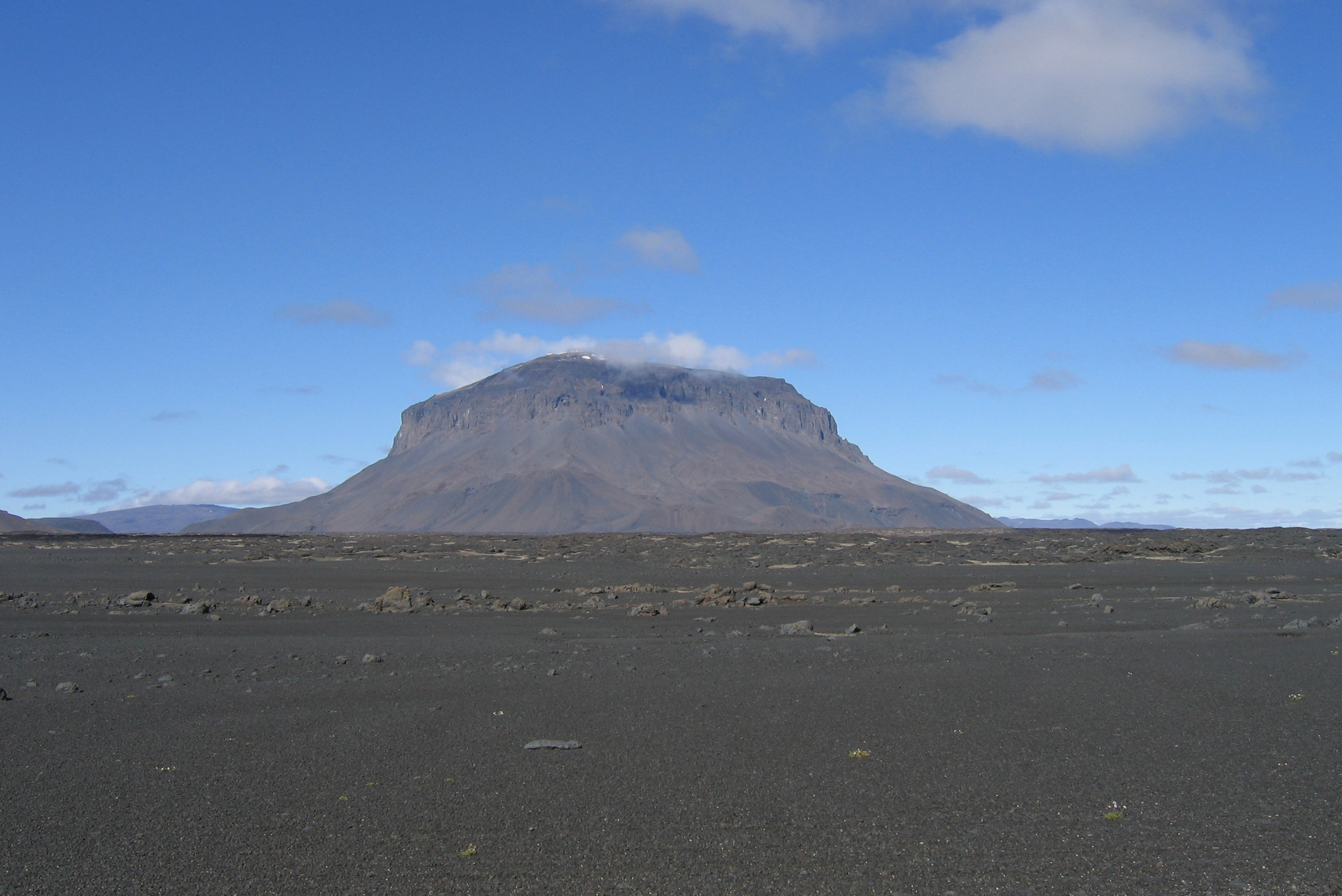
Paysage du Ódáðahraun avec l'Herðubreið.

L'Ódáðahraun est un désert froid dont le sol est composé de champs de lave ʻaʻā et de sable volcanique, ce qui explique l'absence de réseau hydrographique hormis, sur ses marges, de nombreuses résurgences qui se jettent dans la Skjálfandafljót et la Jökulsá á Fjöllum qui le délimitent à l'est et à l'ouest, ou alimentent le Mývatn et le Laxá í Aðaldal au nord. Les reliefs sont composés de montagnes et de falaises comme l'Herðubreið. Sa limite sud est le Vatnajökull. Au nord, sa limite est imprécise, ce qui fait varier sa superficie entre 4 000 et plus de 5 000 km2, mais la route 1 entre le Mývatn et Grímsstaðir en constitue la limite conventionnelle.

## Histoire
La légende prétend que des bannis s'y seraient enfuis et cachés, ce qui constituerait une explication de son étymologie. La première mention du nom remonte au XVIIe siècle (Undur Íslands, 1638).
La région n'a commencé à être explorée qu'au XVIIIe siècle et surtout au XIXe siècle après la grande éruption de l'Askja.